# American Bandy Association
American Bandy Association (ABA) bildades i december 1980, och är den organisation som organiserar bandy och rinkbandy på tävlingsnivå i USA.
Organisationens huvudkontor ligger i orten Savage i delstaten Minnesota i USA. Länge fanns bandy i USA endast i Minnesota, tills Olympic Bandy Club i Salt Lake City, Utah, bildades.